# Непорочно зачатие
Непорочното зачатие е митологична или религиозна концепция за зачеване на човешки живот без предхождащ сексуален акт. Непорочното зачатие в християнството е учението, че Иисус Христос е заченат и роден от майка си Дева Мария чрез силата на Светия Дух без намесата на баща.
В римската и гръцката митология това е дух, друга извънземна сила или бог, които оплождат жена, явявайки ѝ се насън, във видение като дъжд или друго природно явление, а понякога във формата на животно.
Примери за непорочно зачатие са зачеването на Иисус Христос в християнството, на Персей в древногръцката митология, на Миротвореца при ирокезите, на Таншъхуай, основателя на империята на сиенбей, на Пинокио с баща Джепето.

## Етимология
Терминът „непорочен“ навлиза и се налага с идването на християнството, където Дева Мария зачева дете, като при това остава девствена, т.е. неопорочена. Вестта, че е заченала непорочно от Светия Дух, Дева Мария научава от ангел, слязъл от небето.

## Благовещение
В църковната традиция известието за Непорочното зачатие се нарича Благовещение и се празнува на 25 март. На това събитие се отделя специално място в украсата на храма – то винаги се изобразява върху централните олтарни двери. Предсказано още от старозаветните пророци, непорочното зачатие е споменато на няколко места в Новия Завет:
На някои от иконите Богородица се изобразява с три звезди – по една на всяко рамо и една на челото, което означава, че е девствена преди зачатието, по време на раждането и след това. Според католическите догми непорочно заченат е не само Исус, но и самата Дева Мария, която е заченета по естествения начин от човешки родители, но върху нея не пада първородният грях.

## Аргументи на Тома Аквински
Св. Тома Аквински дава богословски аргументи в полза на девствеността на Пресвета Богородица. Непризнаването на девствеността на Мария води до следните последици:
1. Това би лишило съвършенството на Христос, защото той е единороден Син на Отца, като Син идеален завинаги. Също така подобава, че той е единственият син на майка си, като най-съвършеното от плода.
2. Тази грешка я прави обида към Светия Дух, неговата скиния е девствена утроба, в която се образува тялото на Христос. Не е позволено да е нарушено от полов акт със съпруга си.
3. Чрез това Божията майка е достойна и свята, защото ако не е удовлетворена от Сина и бе решила да загуби в брака си девствеността, която беше в нея (при раждането на Него) чудесно запазена, би показала неблагодарност.
4. Също така дава и голяма дързост на Йосиф Обручник, ако наруши това, което той знаеше от привидението на ангел.